# Batman: Nyugodjék békében
A Batman: Nyugodjék békében (eredeti címén Batman: R.I.P.) egy 2008-as képregénytörténet, melynek írója Grant Morrison, rajzolója pedig Tony Daniel. Magyarországon a Kingpin kiadó adta ki 8 részben, az elsőt 2015 júniusában, az utolsót pedig 2016 márciusában.

## Külső hivatkozások
- Batman R.I.P. issue listing at comiXology
- Sunday Slugfest: Batman #676 Archiválva 2011. május 23-i dátummal a Wayback Machine-ben, Comics Bulletin
- Review of Batman #676, Comic Book Resources
- Review of Batman R.I.P. Deluxe Edition, Comic Book Resources